# Bataille d'Amiens (novembre 1870)
Pour les articles homonymes, voir Bataille d'Amiens.
Guerre franco-allemande de 1870
Batailles
- Chronologie de la guerre franco-prussienne de 1870
- Sarrebruck (08-1870)
- Wissembourg (08-1870)
- Forbach-Spicheren (08-1870)
- Wœrth (08-1870)
- Bitche (08-1870)
- Phalsbourg (08-1870)
- Borny-Colombey (08-1870)
- Strasbourg (08-1870)
- Mars-la-Tour (08-1870)
- Toul (08-1870)
- Gravelotte (08-1870)
- Metz (08-1870)
- Nouart (08-1870)
- Beaumont (08-1870)
- Noisseville (08-1870)
- Sedan (08-1870)
- Montmédy (09-1870)
- Soissons (09-1870)
- Siège de Paris et chronologie du siège (09-1870)
- Nompatelize (10-1870)
- Bellevue (10-1870)
- Châtillon (10-1870
- Châteaudun (10-1870)
- Buzenval (10-1870)
- Bourget (10-1870)
- Dijon (10-1870)
- Belfort (11-1870)
- La Fère (11-1870)
- Langres (11-1870)
- Bouvet et Meteor (navale) (11-1870)
- Coulmiers (11-1870)
- Thionville (11-1870)
- Châtillon-sur-Seine (11-1870)
- Villers-Bretonneux (11-1870)
- Beaune-la-Rolande (11-1870)
- Champigny (11-1870)
- Orléans (12-1870)
- Loigny (12-1870)
- Châteauneuf (12-1870)
- Beaugency (12-1870)
- Longeau (12-1870)
- l’Hallue (12-1870)
- Siège de Péronne (1871)
- Bapaume (01-1871)
- Villersexel (01-1871)
- Le Mans (01-1871)
- Héricourt (01-1871)
- Saint-Quentin (01-1871)
- Buzenval (01-1871)

La bataille d’Amiens de 1870 est constituée de plusieurs combats qui se déroulèrent à l'est et au sud d'Amiens au cours desquels se joua le sort de la ville, durant la guerre franco-prussienne, le 27 novembre 1870. L’armée française sous les ordres du général Farre affronta les Prussiens commandés par le général Manteuffel. À l’issue des combats, les troupes françaises durent battre en retraite et abandonner Amiens aux mains des Prussiens le 28 novembre 1870. La citadelle capitula le 1er décembre.

## Contexte historique
La guerre franco-prussienne fut déclenchée à l'initiative de la France, le 18 juillet 1870. Au mois d'août, la France connut une succession de défaites, jusqu'à celle de Sedan le 2 septembre 1870 où Napoléon III fait prisonnier fut contraint à l'abdication. Le 4 septembre à Paris à la suite d'un soulèvement populaire, la République fut proclamée ; tandis que le siège de Metz, où l'armée du maréchal Bazaine était encerclée, avait débuté le 20 août.
Le Gouvernement de la Défense nationale de la République française décida de continuer la guerre. À partir du 9 octobre 1870, Léon Gambetta, qui avait fui Paris assiégée, en ballon monté, réorganisa les armées depuis Tours. Bazaine capitula le 28 octobre libérant de ce fait la Ire armée allemande qui put poursuivre sa marche vers l'ouest par l'Oise et la Somme, entre Compiègne et Saint-Quentin. L'armée prussienne était dirigée par le général de Manteuffel qui avait reçu mission d'occuper Amiens, puis de marcher vers Rouen afin d'accroître le glacis protégeant la zone de blocus de la capitale et de tenir en respect les troupes françaises.
Pour tenter de desserrer l'étau prussien, l'Armée du Nord fut créée le 18 novembre 1870.

## Forces en présence

### Armée prussienne
Lors de la bataille d'Amiens, l'armée prussienne forte 43 000 hommes se composait de : 50 bataillons, 32 escadrons, 29 batteries d'artillerie (180 bouches à feu), une infanterie, une cavalerie et une artillerie solidement organisées et commandées par des officiers et des troupes expérimentées.
Le 1er corps d'armée était commandé par le général von Bentheim. Il se composait de :
- la 1re division d'infanterie formée de 4 bataillons, 2 escadrons, 6 batteries d'artillerie, commandée par le général von Bentheim ;
- la 2e division d'infanterie formée de 3 brigades, 6 bataillons, 3 escadrons et 2 batteries[2], commandée par le général von Pritzelwitz.

Le 8e corps d'armée était commandé par le général von Goeben. Il se composait de :
- la 3e division de cavalerie commandée par le général von der Groeben ;
- la 15e division d'infanterie commandée par le général von Kummer ;
- la 16e division d'infanterie commandée par le général von Barnekow[2].

### Armée française

#### Des effectifs et un armement insuffisants
L'armée française se composait de : 22 bataillons, 2 escadrons, 7 batterie d'artillerie, de régiments de formation récente, sans réel esprit de corps avec des équipements et un armement insuffisants. Les effectifs étaient nettement inférieurs à ceux des Prussiens : 25 000 hommes qui ne formaient pas un corps homogène : l'Armée du Nord était composée de soldats de l'armée régulière, de gardes nationaux, de gardes mobiles, de gardes mobilisés et de 1 600 fusiliers marins arrivés de Brest. En outre, les hommes de ces troupes disparates se défiaient de leurs chefs au premier rang desquels le général Bourbaki qui fut relevé de son commandement le 10 novembre. Le général Farre le remplaça provisoirement, avant l'arrivée du général Faidherbe, nouveau commandant en chef. À la veille de la Bataille d'Amiens, le général Farre disposait de 17 500 hommes auxquels s'ajoutaient les 8 000 hommes de la garnison d'Amiens commandée par le général Paulze d'Ivoy.

#### Composition des forces françaises
Commandant en chef : général de brigade Jean-Joseph Farre,
- 1re brigade sous le commandement du colonel Lecointe
  - 2e bataillon de marche de chasseurs sous le commandement du commandant Giovanninelli
  - Régiment de marche sous le commandement du lieutenant-colonel de Gislain de Bontin[Note 1] :
    - Bataillon de marche du 65e régiment d'infanterie de ligne sous le commandement du commandant Enduran
    - Bataillon de marche du 75e régiment d'infanterie de ligne sous le commandement du commandant Tramond
    - Bataillon de marche du 91e régiment d'infanterie de ligne sous le commandement commandant Cottin

  - 45e régiment de mobiles ; mobiles du Nord, sous le commandement du lieutenant-colonel Saint-Martin
- 2e brigade sous le commandement du colonel Derroja
  - 1er bataillon de marche de chasseurs sous le commandement du commandant Jan
  - régiment de marche sous le commandement du lieutenant-colonel Pittié :
    - 1er bataillon de marche du 24e régiment d'infanterie de ligne sous le commandement du commandant Talandier
    - 2e bataillon de marche du 24e régiment d'infanterie de ligne sous le commandement du commandant Martin
    - 1er bataillon de marche du 33e régiment d'infanterie de ligne sous le commandement du commandant Zédé

  - 46e régiment de mobiles ; mobiles du Nord, sous le commandement du lieutenant-colonel Galtier
- 3e brigade sous le commandement du colonel du Bessol
  - 20e bataillon de marche de chasseurs sous le commandement du commandant Hecquet
  - Régiment de marche[Note 2] :
    - 8e bataillon d'infanterie de marine
    - Bataillon de marche du 43e régiment d'infanterie de ligne sous le commandement du commandant Roslin
    - 2e bataillon de marche du 75e régiment d'infanterie de ligne

  - 47e régiment de mobiles ; mobiles du Nord, sous le commandement du lieutenant-colonel Duhamel.

Aux deux premières brigades étaient affectées deux batteries et à la troisième, trois batteries.
Il restait en outre au quartier général :
- 2 escadrons de gendarmerie
- 2 escadrons de marche de dragons
- 2 compagnies du génie
- 1 détachement de train des équipages

À ces troupes régulières, il faut ajouter des compagnies de francs-tireurs.

## Préambule

### Progression de l'armée prussienne
L'armée prussienne après la prise de Reims, Laon, La Fère et Saint-Quentin, progressa vers Amiens par Roye, Montdidier et par le chemin de fer de Laon à Amiens.
Le 13 octobre, les Prussiens s'étaient avancés jusqu'à Breteuil-sur-Noye à une trentaine de kilomètres au sud d'Amiens. L'état-major prussien se figurait que toutes les troupes de la région du Nord, placées sous le commandement du général Bourbaki, ne formaient qu'une seule et même armée, ayant sa droite à Rouen, son centre à Amiens, sa gauche à  Lille, et couvrant la voie ferrée qui relie ces trois villes, notamment la section de Rouen à Amiens.
Le comité de défense d'Amiens décida, le 14 octobre, la construction d'un camp retranché au sud de la ville entre la vallée de l'Avre et la vallée de la Selle. Le 1er novembre, les troupes françaises prenaient position dans les cinq campements disséminés le long du camp retranché. Le 17 octobre 1870, le général Paulze d'Ivoy, commandant la 3e division avait mis le département de la Somme en état de guerre.
Le 18 novembre, les Prussiens s'avançaient aux environs de Compiègne. Le 20 novembre, le général Farre  remplaçait le général Bourbaki à la tête de l'armée du Nord, en attendant l'arrivée du général Faidherbe.
Le général de Manteuffel envoya, le 22 novembre, une reconnaissance qui poussa jusqu'au bois de Gentelles, aux portes d'Amiens, et rapporta la nouvelle que le général Bourbaki était présent dans cette ville. Il y était, en effet, passé la veille, se dirigeant sur Rouen. Les Prussiens avaient bien appris, par les journaux, que le général en chef de la région du Nord était relevé de son commandement, mais ils devaient croire qu'il le conserverait au moins jusqu'à l'arrivée de son successeur, et ils supposèrent que, dans son voyage de Lille à Amiens et d'Amiens à Rouen, il n'avait d'autre but que de ramener ses ailes sur le centre. 

C'est pour s'opposer à une telle concentration, que le général de Manteufel attaqua l'armée du Nord, sans même attendre que la sienne eût achevé sa formation en bataille sur la ligne de l'Oise.

Les Prussiens s'étaient déployés sur une ligne Essertaux - Ailly-sur-Noye - Moreuil - Mézières-en-Santerre - Rosières-en-Santerre.

### Les objectifs du général Farre
Afin d’éviter de livrer la ville d’Amiens sans combattre, le général Farre décida de porter sa maigre armée du Nord encore en formation (seulement trois brigades) au-devant des Prussiens.
Le 26 novembre au soir, Farre acheva la concentration de ses troupes le long d’une ligne de 25 km environ allant de Pont-de-Metz au sud-ouest d’Amiens, à Villers-Bretonneux et Corbie à l'est, sur la rive gauche de la Somme.
Il avait la triple mission de défendre Amiens, garder Corbie et la voie ferrée d'Amiens à Arras pour permettre la retraite éventuelle de l'armée vers le nord, maintenir la communication avec Rouen et l'antenne du gouvernement de la Défense nationale à Tours.

### Premiers affrontements
Le 23 novembre, une colonne prussienne rencontra un groupe de francs-tireurs près du Quesnel. Des ulhans furent attaqués par une compagnie de francs-tireurs embusqués à Villers-aux-Érables. Le 24, un groupe de reconnaissance mené par le colonel du Bessol refoula une avant-garde prussienne à la sortie de Démuin jusqu'à Mézières-en-Santerre, dans un combat meurtrier. Le 26, un combat plus important se déroula entre Gentelles et Fouencamps. Les Prussiens menèrent une reconnaissance offensive sur Gentelles et sur Boves. Vers 13 h 00, à la tuilerie de Gentelles, les soldats du 20e régiment de chasseurs furent attaqués par des fantassins et des cavaliers prussiens qu'ils refoulèrent. De son côté, le 24e bataillon français repoussa les Prussiens qui tentaient d'atteindre Boves. De Domart-sur-la-Luce où ils étaient cantonnés, les Prussiens attaquèrent les Français au bois de Gentelles et ces derniers durent leur abandonner le bois. Cependant, l'arrivée de renforts formés par la 3e compagnie du 67e régiment de marche permit aux Français de reprendre le bois aux Prussiens.

## Déroulement de la bataille
Quatre théâtres d'opérations principaux constituent la Bataille d'Amiens : la bataille de Villers-Bretonneux, les combats de Cachy et de Gentelles, à l'est de la ville ; Les combats de Boves et la Bataille de Dury au sud.
À l’aile gauche, la 3e Brigade du colonel du Bessol tenait le gros de ses forces à Villers-Bretonneux, avec des détachements à Gentelles et Cachy.
Au centre, la 2e Brigade du colonel Derroja, s’étendait de la Route de Montdidier à Saint-Fuscien, en passant par Boves et Fouencamps..
La 1re brigade du général Lecointe, initialement prévue pour défendre les retranchements au sud d’Amiens, fut déployée en soutien du colonel du Bessol.
Deux escadrons de cavalerie gardaient le passage de la Somme à Corbie.
Face à cette concentration, Manteuffel réussit à réunir environ 40 000 hommes de sa Ire Armée. Il planifia une attaque pour le 27 au matin : le Ier Corps devait avancer au-delà de la Luce, sous-affluent de la Somme, éclairé en avant par la 3e Division de cavalerie, tandis que le VIIIe Corps devait surveiller le flanc gauche de l'armée.
Quittant leurs cantonnements du Quesnel et de Bouchoir les Prussiens s'avancèrent jusque dans la vallée de la Luce entre Démuin et Thézy-Glimont. Les Français tenaient les bois de Domart-sur-la-Luce et de Hangard ce qui amena les Prussiens à effectuer une percée sur Fouencamps qui sépara l'Armée du Nord en deux fractions qui ne purent reprendre contact avant la fin de la journée.

### Bataille de Villers-Bretonneux
L’essentiel de l’action se concentra ensuite vers Villers-Bretonneux, où des forces prussiennes attaquèrent les positions françaises dans la matinée du 27 novembre. Vers 14 h 30 deux colonnes prussiennes débouchant de Marcelcave enfoncèrent l’extrême gauche de la ligne française.
À 16 h 30 le général Farre décida la retraite, les troupes françaises ayant perdu du terrain sur quasiment tous les points de la ligne de bataille. Il ordonna le repli des batteries d'artillerie sur Corbie afin de protéger la ligne de retraite de l'armée vers le nord.

### Combats de Cachy et Gentelles
Le 26 novembre 1870, les Prussiens se présentèrent vers 10 h en trois colonnes entre Boves et Gentelles, qui fut enlevé, tout comme le village de Cachy.
A Gentelles, les Prussiens effectuèrent une reconnaissance offensive sur les positions françaises. Vers 13 h 00, l'ennemi attaqua le 20e bataillon de chasseurs à pied en position à la tuilerie de Gentelles sur la route de Domart-sur-la-Luce. L'infanterie et la cavalerie prussiennes furent alors refoulées. L'ennemi se porta alors sur Boves mais fut là encore refoulé. Il se replia jusqu'au bois de Gentelles poursuivi par quatre compagnies de chasseurs, s'ensuivit une violente fusillade qui dura jusqu'à la nuit. Renforcé par trois compagnies du 67e régiment de marche, les troupes françaises finirent par déloger du bois les Prussiens, le 27 novembre vers 6 h 30 du matin. Le bilan humain de cette échauffourée fut sévère : le sous-lieutenant Herbin, un sergent, quatorze chasseurs, un soldat du 43e régiment de ligne et un autre soldat français furent tués.
Au matin du 27 novembre, Le village de Cachy fut partiellement occupé par les Prussiens malgré la résistance acharnée du 43e régiment de ligne qui défendit la position dans un combat meurtrier. Le commandant Roslin, trois sous-officiers et 27 soldats français identifiés furent tués.
Le général Lecointe regroupa alors une partie de sa brigade (un bataillon de chasseurs et le 9e bataillon de mobiles) pour contre-attaquer. Cachy fut repris par les Français. Ils poursuivirent les Prussiens jusqu’au bois de Domart-sur-la-Luce où ils furent stoppés.

### Combats de Boves
L'artillerie prussienne positionnée à Grattepanche et Oresmaux obligea, au matin du 27 novembre, les Français à se replier sur Boves. Les Prussiens en nombre réussirent à prendre la position et les hommes de la brigade Derroja se replièrent sur Amiens. Cependant, une diversion des troupes du général Lecointe venant de Gentelles empêcha les Prussiens maître de Boves de s'avancer jusqu'à Longueau. Les combats se poursuivirent jusqu'à la nuit. Les Prussiens établirent alors leurs cantonnements à Fouencamps et à Sains-en-Amiénois.

### Combats d'Hébécourt
Le 26 novembre 1870, vers 12 h 45, quatre hussards prussiens en reconnaissance furent aperçus au moulin La Vignette, sur le territoire de la commune d'Hébécourt, les mobiles du 4e bataillons de la Somme évacuèrent le village pour établir leur campement entre le bois d'Hébécourt et le village. Le commandant de Boisguillon avait positionné ses hommes du 2e bataillon de marche des chasseurs à pied dans la vallée de la Selle, à Plachy-Buyon, Bacouel-sur-Selle, Vers-sur-Selle et Saleux.
Le premier engagement eut lieu à Saint-Sauflieu, au sud d'Hébécourt, le 27 novembre vers 8 h00 du matin. Aux coups de feu tirés par les Français répondit le tir d'une trentaine d'obus qui atteignirent le village faisant trois morts. À 9 h 45, huit uhlans furent aperçus sur le chemin de Plachy-Buyon à Hébécourt. Le combat s'engagea alors ainsi qu'au bois de la Belle Épine au nord du village d'Hébécourt. En moins d'une demi-heure, 37 soldats français avaient été tués et grâce à l'arrivée des hommes du 4e bataillon des mobiles de la Somme, les chasseurs du 2e bataillon purent se replier sur Dury.

### Bataille de Dury
Le 27 novembre, le 1er corps allemand infligea une défaite aux trois brigades du 22e corps français. Un des engagements eut lieu à Dury, au sud d'Amiens, avec des troupes disparates. Selon le lieutenant-colonel Rousset : 

« à droite, près de Pont-de-Metz, étaient trois bataillons de mobiles du Gard ; entre ce village et la grande route, un bataillon du 43e, le 19e bataillon de chasseurs et deux compagnies de fusiliers marins ; enfin, de la route à l'extrême-gauche, se déployaient quatre bataillons de mobiles (Somme, Marne et Nord). En arrière, la Garde nationale d'Amiens formait réserve. Quant à la batterie de 12, venant d'Arras et à peine débarquée, elle occupa l'épaulement qui coupait la route au nord de Dury ; elle fut bientôt renforcée par une batterie de 4 de la garde nationale. »

Vers 8 h 30, les Français du 2e bataillon de chasseurs avaient engagé une reconnaissance en avant de Dury, mais ils furent repoussés par les Prussiens jusqu’aux retranchements de la ville. Dury et Saint-Fuscien furent occupées par la suite sans coup férir par les Prussiens, ce qui tourna la position française de Boves. Pour se dégager, le colonel Pittié mena une contre-attaque sur l’Avre et Saint-Fuscien, mais fut repoussé sur Boves où il résista aux assauts avant de se replier sur Longueau ; une dernière charge menée par le commandant Zélé arrêta définitivement l’offensive prussienne.
Maîtresse d'Hébécourt, Rumigny et Dury, la division prussienne de von Barnekow accentua son offensive par de violents tirs d'artillerie. Les Français ripostèrent grâce aux batteries d'artillerie de marine que des canonniers de Brest et de Toulon avaient installés à environ 600 m du cimetière communal de Dury. Les  Prussiens s'étant emparés du cimetière, un combat acharné s'engagea au milieu des tombes entre Français et Prussiens faisant de nombreux morts et blessés. Les Prussiens surpris de la riposte française reculèrent et vers 16 h 00, le général von Barnekow décida de rompre le combat et se replier au sud de Dury.

### Prise d'Amiens par les Prussiens
Le 28 novembre 1870, les Prussiens entrèrent dans Amiens que l'armée française avait évacuée ne laissant que quelques troupes retranchées dans la citadelle.

#### Capitulation de la citadelle
Le commandant Jean-François Vogel, retranché dans la citadelle d'Amiens avec 450 mobiles, dont 50 désertèrent, ne disposait que de 22 pièces d'artillerie. Le 29, il fut mortellement blessé. Le commandant Woirhaye prit le commandement de la citadelle et entama des négociations avec le général von Gœben commandant le VIIIe Corps d'Armée prussien, en vue de sa reddition. Le 1er décembre 1870, la citadelle d'Amiens capitulait. Les Prussiens rendirent à la dépouille du commandant Vogel les honneurs militaires.

## Services de soin aux blessés
A la demande du général Paulze d'Ivoy, la municipalité d'Amiens avait organisé un service d'ambulances mobiles avec sept médecins, quatre infirmiers et des sœurs de saint Vincent de Paul.
Pendant le combat de Dury, le chirurgien de la Garde nationale mobile, le docteur Victor Autier, son fils chirurgien et sa fille Victorine Autier, infirmière à Amiens, soignèrent les soldats français avec des moyens de fortune. Le corps de musique était chargé du transport des blessés. Dans les jours qui suivirent la bataille, Victor Autier et sa fille se rendirent à Villers-Bretonneux pour y soigner les blessés tandis que son fils dirigeait l'ambulance de Boves.
Du côté prussien, le service de santé s'était installé à Sains-en-Amiénois, la Croix rouge prussienne était bien organisée et bien équipée en médicament comme la morphine par exemple.

## Bilan et conséquences

### Bilan humain
- côté français : 258 tués dont 10 officiers, 1 097 blessés dont 22 officiers, 2 168 disparus ou débandés qui, pour la plupart, rejoignirent leurs unités par la suite.
- côté prussien : 230 tués dont 19 officiers, 1 040 blessés dont 56 officiers et 22 disparus[Note 4].

### Conséquences militaires
- Un mois après la capitulation de Metz, la perte d'Amiens constituait pour les Français un coup sévère. Néanmoins, la retraite française vers le nord, priva les Prussiens d'une victoire décisive.
- Les Français se replièrent dans le Pas-de-Calais et le Nord où le général Faidherbe, nouveau commandant en chef de l'Armée du Nord, réorganisa et renforça ses troupes. Il les  répartit en deux corps, renforça son artillerie et disposait désormais de 43 000 hommes. Son objectif était d'entraver la progression allemande sur Le Havre et de reprendre Amiens. Le 9 décembre, après un coup de main réussi sur Ham, il se dirigea vers cette ville qu'il réoccupa un court moment[18].
- La prise d'Amiens et La Fère par les Prussiens leur permirent de disposer de deux points d’appui ; ils cherchèrent, par la suite, à se rendre complètement maîtres de la ligne de la Somme en dirigeant contre la place de Péronne leurs attaques.
- Le général de Manteuffel laissa à Amiens le corps d'observation du général von Goeben, qui se composait de six bataillons, huit escadrons et trois batteries ; puis il descendit en direction de Rouen à la rencontre des troupes françaises du général Briand. Les forces prussiennes, réunies le 3 décembre sur la ligne de l'Epte, de Forges-les-Eaux à Gisors, formaient alors un total de 47 bataillons, 48 escadrons et 30 batteries.
- Après la prise d'Amiens, Moltke donna l'ordre à la première armée de pousser jusqu'à Rouen, afin de dissiper les rassemblements de troupes françaises qui occupaient la Normandie. Après la prise de Rouen, le 5 décembre, les Allemands prévoyaient de marcher sur Le Havre.
- Le 23 décembre, le commandement allemand décida d'attaquer les positions françaises au nord-est d'Amiens, à Pont-Noyelles. La bataille, appelée aussi bataille de l'Hallue, fut tactiquement indécise, mais Faidherbe, constatant l'impossibilité matérielle de rester en position par une température glaciale, sans pain, sans vêtements et sans feu, et apprenant que des renforts importants arrivaient à son adversaire, préféra donner l'ordre de retraite vers le nord, laissant un millier de tués et de blessés, un millier de disparus et quelques centaines de prisonniers. Amiens était définitivement perdue et les Allemands pouvaient commencer l'investissement de Péronne.

## Lieux de mémoire

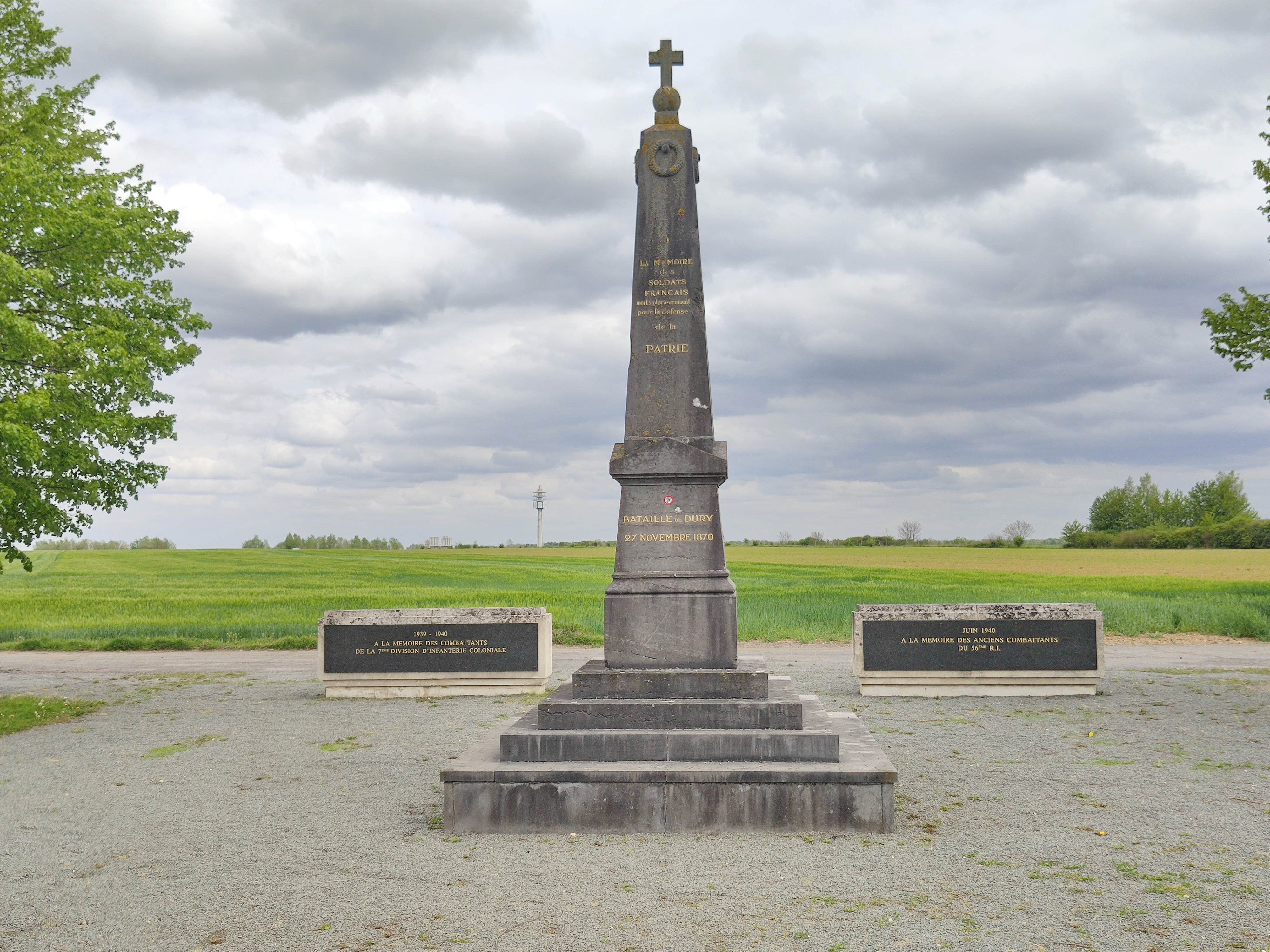
Monument de la Bataille de Dury, encadré des monuments aux combattants de 1939/1940.

- Amiens, Cimetière de La Madeleine :
  - carré militaire de la Guerre de 1870, 
    - 209 tombes ;
    - monument aux morts ;
    - tombe du commandant Vogel.

  - Odonymie :
    - place Vogel (entrée nord du centre ville) ;
    - boulevard de Dury (un des boulevards extérieurs) ;
    - rue de Boves (quartier Saint-Acheul) ;
    - rue de Cachy (quartier Saint-Acheul) ;
    - rue de Gentelles (quartier Saint-Acheul).
- Boves : route de Montdidier, dans un enclos se trouvent les monuments suivants :
  - monument « À la mémoire des Français morts pour la défense de la Patrie 26-27 novembre 1870 », en forme d’obélisque sur base quadrangulaire, surmonté d'un christ en croix ;
  - monument en forme de borne à la mémoire de Jean Blary « mort pour la défense de la Patrie 27 novembre 1870 » ;
  - calvaire avec croix en fer forgé.
- Cachy : monument aux soldats du 43e régiment de ligne tombés le 27 novembre 1870.
- Dury (Somme) : monument de la bataille de Dury.
- Gentelles : cimetière communal, monument aux soldats morts pendant la Guerre de 1870.
- Hébécourt (Somme) : 
  - bois d'Hébécourt, stèle à la mémoire du caporal Henri de Guise, mort le 27 novembre 1870 ;
  - église Saint-Côme-et-Saint-Damien, inscription au dessus du portail à la mémoire de 37 soldats du 2e bataillon de chasseurs à pieds et de deux habitants du village morts le 27 novembre 1870 ;
  - route de Plachy-Buyon, stèle à la mémoire des soldats du 2e bataillon de chasseurs à pied, morts le 27 novembre 1870 ;
  - cimetière communal, deux monuments aux morts du 27 novembre 1870 et ossuaire.
- Sains-en-Amiénois : cimetière communal, tombe militaire allemande.
- Villers-Bretonneux : cimetière communal, monument aux morts de la Guerre de 1870 et ossuaire.

## Pour approfondir

### liens externes
- Batailles de Dury et de Pont-Noyelles